# Armidale
Armidale é uma cidade na região das Mesetas do Norte, no estado de Nova Gales do Sul, Austrália. Armidale tinha uma população de 24.504 em junho de 2018. É o centro administrativo da região das Mesetas do Norte. É aproximadamente a meio caminho entre Sydney e Brisbane. 